# Halászi
Halászi (vyslovováno [halási], chorvatsky Laslovo, Helasi) je hustě osídlená obec v Maďarsku v župě Győr-Moson-Sopron, spadající pod okres Mosonmagyaróvár. Nachází se na Malém Žitném ostrově, asi 4 km severovýchodně od Mosonmagyaróváru, 36 km severozápadně od Győru a 158 km severozápadně od Budapešti. V roce 2023 zde žilo 3 286 obyvatel. Halászi bývá přezdíváno jako brána Szigetközu (Malého Žitného ostrova). Jde de facto o předměstí Mosonmagyaróváru, proto je zde počet obyvatel vysoký.
Obcí procházejí vedlejší silnice 1401, 1405 a 1407. Od roku 1934 je součástí Halászi dříve samostatná obec Arak (v níž žilo asi 170 obyvatel), v letech 1950 – 1976 patřil Arak k obci Máriakálnok. Nachází se zde dva kostely, kostel svatého Martina v Halászi a kostel svaté Terezie z Lisieux v Araku.

## Sousední obce
| Růžice kompasu | Feketeerdő      | Dunakiliti  | Dunasziget       | Růžice kompasu |
| Růžice kompasu |                 | Sever       | Püski            | Růžice kompasu |
| Růžice kompasu | Halászi         |             | Püski            | Růžice kompasu |
| Růžice kompasu | Jih             |             | Püski            | Růžice kompasu |
| Růžice kompasu | Mosonmagyaróvár | Máriakálnok | Darnózseli Kimle | Růžice kompasu |